# José Fonseca e Costa
José da Fonseca e Costa, né le 27 juin 1933 à Caála (Angola) et mort le 1er novembre 2015 à Lisbonne (Portugal), est un cinéaste portugais.
Il est l'un des fondateurs du Novo Cinema portugais.

## Biographie
Né en Angola, José Fonseca e Costa a travaillé comme assistant de Michelangelo Antonioni avant de devenir l'un des leaders du « Jeune cinéma » portugais dans les années 1960.

## Filmographie

### Comme réalisateur
- 1966 : E Era o Vento... e Era o Mar (court métrage)
- 1967 : A Metafísica dos Chocolates (court métrage)
- 1967 : Regresso à Terra do Sol (court métrage)
- 1968 : A Cidade (court métrage)
- 1969 : A Pérola do Atlântico (court métrage)
- 1970 : Voar (court métrage)
- 1972 : O Recado (pt)
- 1972 : Mónica ou Um Diário Algarvio (pt) (court métrage)
- 1975 : As Armas e o Povo
- 1977 : Les Démons d'Alcacer-Kibir (pt) (Os Demónios de Alcácer Quibir)
- 1978 : Ivone a Faz Tudo (série télévisée)
- 1980 : Kilas, o Mau da Fita (pt)
- 1981 : Música, Moçambique! (pt)
- 1983 : Sans l'ombre d'un péché (Sem Sombra de Pecado)
- 1987 : Balada da Praia dos Cães (pt)
- 1988 : A Mulher do Próximo (pt)
- 1991 : Napoléon et l'Europe (série télévisée)
- 1991 : Os Cornos de Cronos
- 1996 : Cinq Jours, cinq nuits (pt) (Cinco Dias, Cinco Noites)
- 2003 : O Fascínio (pt)
- 2006 : Viúva Rica Solteira Não Fica (pt)
- 2009 : Os Mistérios de Lisboa
- 2016 : Axilas (pt)

### Comme acteur
- 1964 : Le Grain de sable
- 1981 : Velhos São os Trapos
- 1983 : Jogo de Mão : Judge
- 1990 : Ransom : Terrorist Leader
- 1991 : Os Cornos de Cronos : Party Guest
- 1994 : O Assassino da Voz Meiga : Man in White Suit
- 1996 : O Judeu : Surgeon
- 2001 : Duplo Exilio : Bernardo

## Récompenses et distinctions
- 2014 : prix Sophia d'honneur